# Bosberg
Pour les articles homonymes, voir Bosberg (homonymie).
Le Bosberg est un mont des Ardennes flamandes situé dans la commune de Grammont dans la province belge de Flandre-Orientale.

## Cyclisme
Le Bosberg est surtout connu pour son ascension lors des classiques flandriennes et plus particulièrement lors du Tour des Flandres. C'est une côte pavée de 986 mètres de longueur peu pentue par rapport à la majorité des monts franchis par la course.
C'est un mont traditionnel du Tour des Flandres, où il est apparu en 1975 sans jamais en disparaître. Il constitue généralement le dernier mont du « Ronde » (sauf en 1981 et 1985-1987). Il s’enchaîne toujours derrière le Muur-Kapelmuur sauf lors de l'édition 2002 où ce dernier avait été retiré du parcours pour être réhabilité.
En tant que dernier mont, le Bosberg a une grande importance stratégique. En effet, il est pour les coureurs limités au sprint la dernière occasion de partir en solitaire avant les longues lignes droites jusqu'à Meerbeke. Ce fut notamment le cas pour le coureur belge Edwig Van Hooydonck lors de ses succès en 1989 et 1991.
Le Bosberg apparaît parfois au programme d'autres semi-classiques belges comme le Omloop Het Nieuwsblad (anciennement Het Volk). C'est lors de l'édition 1950 de cette dernière qu'il fut pour la première fois franchi en compétition.
En 2019, le site accueille la première étape du Tour de France.

## Classement
Les pavés du Bosberg sont protégés depuis 1993.